# Pardosella zavattarii
Espèce
Pardosella zavattarii est une espèce d'araignées aranéomorphes de la famille des Lycosidae.

## Distribution
Cette espèce est endémique d'Éthiopie.

## Description
Le mâle mesure 6,5 mm et la femelle 6 mm.

## Publication originale
- Caporiacco, 1939 : Arachnida. Missione biologica nel paese dei Borana. Raccolte zoologiche. Reale Accademia d'Italia, Roma, vol. 3, p. 303-385.